# Stony Stratford
Stony Stratford (ibland förkortat till Stony) är en stad och civil parish i enhetskommunen Milton Keynes i det ceremoniella grevskapet Buckinghamshire i England. Den ligger på gränsen mot Northamptonshire, nordväst om själva Milton Keynes. 
Ortnamnet 'Stratford' har fornengelskt ursprung och betyder 'vadställe på en romersk väg'.  Den romerska vägen är i detta fall Watling Street som går igenom stadens mitt. Vadstället är över floden Ouse. Förledet 'Stony' syftar på stenarna på vadställets bädd och skiljer orten från den närbelägna Fenny Stratford.
Det har funnits en marknad i Stony Stratford sedan 1194. Stony Stratford var platsen där ett Eleanorkors restes 1290 till minne av den nyligen avlidna Eleanora av Kastilien. Korset förstördes under det engelska inbördeskriget.
Värdshuset Rose and Crown Inn i Stony Stratford sägs vara det sista stället där kung Edvard V och hans yngre bror Rikard av Shrewsbury, hertig av York sågs levande offentligt. Det var här som deras onkel Rikard, hertig av Gloucester mötte dem 1483 för att bli deras förmyndare innan han förde dem till London där de blev kända som prinsarna i Towern.
Orten har två gånger nästan helt förstörts i bränder, första gången 1736 och andra gången 1742. Den enda byggnad som klarade sig andra gången var tornet till kapellet, som var vigt åt Maria Magdalena.
Under diligensens tid var Stony Stratford en viktig rastplats och bytespunkt med den öst-västliga rutten.  I början av 1800-talet stannade så många som 250 vagnar om dagen här. Trafiken fick ett hastigt slut 1838 när järnvägslinjen mellan London och Birmingham öppnades vid Wolverton.
Det engelska uttrycket cock and bull story har sitt ursprung här. Två pubar i centrum av staden, The Cock och The Bull var från början värdshus för vagnförare på vägen mellan London och Chester och norra Wales.  De resandes skvaller och rykten som utbyttes mellan dessa var kända som långsökta och fantasifulla.
Idag är Stony Stratford en livlig marknadsstad i utkanten av Milton Keynes, och anses av många som ganska pittoresk.